# 細點鯒
細點鯒，又稱細點牛尾魚，為輻鰭魚綱鮋形目牛尾魚亞目牛尾魚科的其中一種，分布於澳洲西部海域，棲息深度50-144公尺，屬底棲性魚類，體長可達33.3公分，屬肉食性，生活習性不明。

## 擴展閱讀
維基物種上的相關：細點鯒